# Április 7.
Április 7. az év 97. (szökőévben 98.) napja a Gergely-naptár szerint. Az évből még 268 nap van hátra.
Névnapok: Herman + Armand, Armanda, Armandina, Ármin, Árpád, Asszunta, Azucséna, Jelek, József, Kreola, Kreszcencia, Lotár, Manna, Mária, Szenta, Urzulina

## Események

### Politikai események
- 529 – Az európai jogrendszerek alapját képező római jog első kodifikációjának, a Corpus Iuris Civilisnek a kihirdetése a Bizánci Birodalomban.
- 1789 – III. Szelim lesz az Oszmán Birodalom 29. szultánja.[1]
- 1848 – Megalakul Batthyány Lajos kormánya. Tagjai: Szemere Bertalan belügy-, Deák Ferenc igazságügy-, Kossuth Lajos pénzügy-, Klauzál Gábor földművelés-, ipar- és kereskedelemügyi, Mészáros Lázár hadügy-, Eötvös József vallás- és közoktatásügyi, Széchenyi István közmunka- és közlekedésügyi, Esterházy Pál, a király személye körüli miniszter.
- 1919 – Bajorországban kikiáltják a Tanácsköztársaságot.
- 1963 – A jugoszláv szövetségi parlament elfogadja az ország második alkotmányát, amely Jugoszláviát föderatív szocialista köztársasággá nyilvánítja.
- 1973 – A Nemzetközi Ellenőrző és Felügyelőbizottság katonai megfigyelőit Huếból Lao Bao-ba szállító helikoptert rakétatalálat éri és lezuhan, ekkor veszti életét Dylski Aurél határőr őrnagy és Cziboly Csaba tartalékos százados.
- 1977 – RAF-terroristák meggyilkolják Siegfried Bubackot, az NSZK főállamügyészét.
- 2008 – A budapesti Hollán Ernő utcában előre be nem jelentett villámcsődület, úgynevezett flash mob zajlott a Broadway jegyiroda előtt. Az eset előzménye, hogy ismeretlenek Molotov-koktéllal felgyújtották a kioszkot, ez után pedig rá négy napra heves tiltakozások zajlottak az utcában
- 2017 – Terrortámadás Stockholmban.[2]

### Tudományos és gazdasági események
- 1972 – Az Interkozmosz–6 műhold fedélzetén a világűrbe jut az első magyar fejlesztésű műszer, a Tánya meteoritcsapda.
- 2007 – Elindul a Nemzetközi Űrállomásra a magyar származású űrturista, Simonyi Károly.

### Sportesemények
Formula–1
- 1984 –  Dél-Afrikai Nagydíj, Kyalami - Győztes: Niki Lauda  (McLaren TAG Porsche Turbo)
- 1985 –  brazil nagydíj, Jacarepagua - Győztes: Alain Prost  (McLaren TAG Porsche Turbo)
- 1996 –  argentin nagydíj, Buenos Aires - Győztes: Damon Hill  (Williams Renault)

### Egyéb események
- 1990 – Tűz üt ki a Scandinavian Star nevű tengerjáró hajón. A 482 fedélzeten tartózkodó emberből 159-en vesztették életüket a katasztrófában.[3][4]
- 2017 – Terrorista merénylet történik Stockholmban. A támadásban 5 ember vesztette életét és további 14-en megsérültek.

## Születések
- 331 – Flavius Claudius Iulianus a Római Birodalom császára († 363)
- 1613 – Gerhard Douw holland festő († 1675)
- 1727 – Michel Adanson francia természettudós, botanikus († 1806).
- 1772 – Charles Fourier francia filozófus, utópista szocialista († 1837).
- 1786 – Guzmics Izidor bencés szerzetes, közíró, teológus, az MTA tagja († 1839)
- 1813 – Forró Elek honvéd ezredes († 1893)
- 1820 – Klapka György honvéd tábornok, a komáromi vár parancsnoka († 1892)
- 1860 – Korb Flóris magyar műépítész († 1930)
- 1876 – Osvát Ernő magyar lapszerkesztő, író († 1929)
- 1882 – Pokorny Hermann osztrák-magyar katona a desifrírozás nagymestere († 1960)
- 1884 – Bronisław Malinowski lengyel származású antropológus, a szociális antropológia atyjának tartják († 1942)
- 1893 – Békássy Ferenc magyar költő, író, esszéista († 1915)
- 1893 – Lakner Artúr író, filmdramaturg, színházigazgató, Lakner Bácsi Gyermekszínházának alapítója († 1944)
- 1901 – Mednyánszky Mária tizennyolcszoros világbajnok asztaliteniszező († 1978)
- 1904 – A. Tóth Sándor magyar festőművész, bábművész, rajztanár († 1980)
- 1905 – Justus Pál magyar társadalomtudományi író, költő, műfordító. († 1965)
- 1919 – Gábor Miklós Kossuth-díjas magyar színművész, érdemes és kiváló művész († 1998)
- 1920 – Ravi Shankar, az indiai klasszikus zene egyik nagy alakja († 2012)
- 1921 – Lénárt István magyar gyártásvezető-gyártásszervező, színész, a Magyar Televízió örökös tagja († 2021)
- 1923 – Árus Tibor magyar igazgatási szakember, Békés megyei tanácsi főtisztviselő († 1967)
- 1934 – Ian Richardson skót színész, filmszínész († 2007)
- 1938 – Jerry Brown, amerikai jogász, politikus, Kalifornia 34. és 39. kormányzója
- 1939 – Francis Ford Coppola ötszörös Oscar-díjas amerikai filmrendező
- 1941 – Zádori Ferenc Balázs Béla-díjas magyar operatőr, érdemes művész
- 1944 – Gerhard Schröder német szövetségi kancellár
- 1944 – Sarusi Mihály József Attila-díjas magyar író, költő, újságíró
- 1954 – Jackie Chan kínai harcművész, színész, rendező, forgatókönyvíró, producer, énekes és kaszkadőr.
- 1955 – Andresz Kati magyar színésznő († 2023)
- 1963 – Bogdán János tanár, a Gandhi Gimnázium igazgatója, a Roma Polgárjogi Alapítvány alapító tagja († 1999)
- 1964 – Fáy Miklós magyar újságíró, zenekritikus, publicista.
- 1964 – Russell Crowe Oscar-díjas ausztrál filmszínész
- 1974 – Gubás Gabi Jászai Mari-díjas magyar színésznő, érdemes művész
- 1975 – Lendvai Miklós magyar labdarúgó († 2023)
- 1977 – Rósa Dénes korábbi magyar válogatott labdarúgó, a Wolverhampton labdarúgója 2006-2009 között.
- 1978 – Duncan James brit popzenész
- 1982 – Agata Mróz-Olszewska lengyel röplabdázó († 2008)
- 1983 – Sztanyiszlav Csisztov orosz jégkorongozó
- 1985 – Milan Mirkovic szerb kézilabdázó, az MKB Veszprém KC játékosa
- 1986 – Michael Ranseder osztrák motorversenyző
- 1991 – Czető Zsanett magyar színésznő, szinkronszínész

## Halálozások
- 1614 – El Greco görög származású reneszánsz festő (* 1541)
- 1651 – Lennart Torstenson svéd tábornok, hadmérnök (* 1603)
- 1762 – Pietro Guarneri olasz hangszerkészítő mester (* 1695)
- 1789 – I. Abdul-Hamid az Oszmán Birodalom 28. szultánja (* 1725)
- 1803 – Toussaint L'Ouverture, Haiti forradalmár (* 1743)
- 1823 – Jacques Charles francia fizikus (Charles-törvény) (* 1746)
- 1850 – Ábrányi Emil földbirtokos, költő, újságíró, 1848-as politikus, miniszteri titkár, kormánybiztos (* 1820)
- 1891 – Phineas Barnum, amerikai üzletember, cirkuszi műsorvezető és politikus (* 1810)
- 1894 – Házmán Ferenc magyar jogász, politikus, Buda utolsó polgármestere (* 1810)
- 1902 – Parádi Kálmán zoológus, tanár, filozófiai szakíró (* 1841)
- 1941 – Finkey József bányamérnök, az MTA tagja (* 1889)
- 1947 – Henry Ford amerikai autógyáros, a Ford Motor Company alapítója (* 1863)
- 1954 – Zachár Imre olimpiai ezüstérmes úszó, vízilabdázó (* 1890)
- 1966 – Walt Hansgen (Walter Hansgen) amerikai autóversenyző (* 1919)
- 1968 – Jim Clark brit autóversenyző, a Formula–1 kétszeres világbajnoka (1963, 1965) (* 1936)
- 1973 – Taróczy Nándor magyar katonatiszt, hírszerző (* 1874)
- 1982 – Harald Ertl osztrák autóversenyző (* 1948)
- 1992 – Tűz Tamás győri születésű emigráns pap költő (* 1916)
- 1993 – Török Tamás rádiós rendező, dramaturg, Jászai Mari-díjas, érdemes művész (* 1925)
- 1995 – B. Kopp Judit szobrászművész. (* 1943)
- 1999 – Szoó György magyar színész (* 1921)
- 2001 – Kósa András magyar színész (* 1934)
- 2001 – Radó Vilmos magyar színész, rendező, színházigazgató, érdemes művész, a Kecskeméti Katona József Nemzeti Színház örökös tagja (* 1913)
- 2005 – Cliff Allison (Henry Clifford Allison) brit autóversenyző (* 1932)
- 2008 – Tornay Endre András magyar szobrász- és éremművész (* 1949)
- 2009 – Jáki Szaniszló Templeton-díjas magyar származású amerikai tudománytörténész, tudományfilozófus, bencés szerzetes, teológus, fizikus, egyetemi tanár (* 1924)
- 2017 – Győrössy Ferenc altábornagy, az MH Szárazföldi Parancsnokság parancsnoka (2001–2006) (* 1950)
- 2021 – Szomjas György Kossuth-díjas magyar filmrendező (* 1940)

## Nemzeti ünnepek, emléknapok, világnapok
- Az Egészség Világnapja (WHO)
- Az Otthonszülés Napja